# 杵屋正次郎
杵屋 正次郎（きねや しょうじろう）は、長唄三味線方の名跡。代々の墓所は大林寺。

## 初代
（生年不詳 - 享和3年11月3日（1803年12月16日））
江戸浅草奥山の的屋、道端や境内などで独楽廻しの松井源水の伴奏として演奏していたのを見出され、2代目杵屋六三郎の門人になった。芝居で初めて名を見るのは1768年の森田座顔見世番附。1775年冬に立三味線となる。俳号を林鷲という。
「仲蔵狂乱」など多くの作曲を残す。
伝承されている曲⇒色見草月盃（物思うの紅葉狩）、仲藏狂乱、羽根の禿、白酒売、高砂丹前、菊寿の草摺、対面春駒、手習子、花車岩井扇、鬼次拍子舞、木賊刈、三重霞嬉敷顔鳥。

## 2代目
（生年不詳 - 文政3年（1820年））
杵屋彦次郎が1805年に2代目正次郎を襲名。「舌出三番叟」を残す。
初代正次郎の実子。芝居で初めて名を見るのは1797年に森田座顔見世番付。1804年冬に河原崎座で立三味線となる。同2年中村座で2代目襲名。
伝承されている曲⇒舞扇、むらさき、みめより、汐汲、室咲松竹梅、老女、舌出三番叟、紅葉袖名残錦絵、犬神、狂乱左当升、新禿、新獅子、

## 3代目
（文政9年（1826年） - 明治28年（1895年）10月31日）幼名を彦之助。
実の父が2代目杵屋正次郎の門下の杵屋正三郎。1843年に2代目彦次郎として江戸市村座に初出勤。1855年に3代目正次郎を襲名。1878年より正治郎と表記した。9代目市川團十郎の知遇を得て多くの作曲を残す。主な作曲に「土蜘」「紅葉狩」「鏡獅子」など。ピアノなど洋楽器を用いてフーガを採用するなど新たな試みも行なった。
没年は1896年とも。

## 4代目
（明治3年（1870年）頃 - 昭和15年（1940年）2月12日）本名は大橋 新太郎（おおはし しんたろう）。
3代目正次郎の実子。3代目彦次郎が1902年に4代目正次郎を襲名。
1886年3代目杵屋彦次郎襲名。1902年10月第3回長唄研精会に4代目正次郎として出演。

## 5代目
後の4代目杵屋栄蔵。

## 6代目
（昭和10年（1935年）1月25日 - 平成23年（2011年）7月1日）本名は古茂田 定雄（こもだ さだお）。
3代目杵屋栄藏門下で後の杵屋栄美彦門下の栄慎次が1981年に6代目正次郎を襲名。
2011年7月1日、心不全のため死去。76歳没。
「風流しのばず」外作曲数曲あり。